# Ереван-81
Ереван-81 — первый Всесоюзный поп-рок-фестиваль, проходивший в Ереване в 1981 году.

## Подготовка фестиваля
В 1980-м году Стас Намин представил свой проект музыкального фестиваля Министерству культуры Армении. Получив согласие, он взялся за организацию и пригласил на фестиваль лучших отечественных исполнителей в жанре рок-, поп-музыки и джаза (трио Ганелин-Чекасин-Тарасов, биг-бэнд Константина Орбеляна, Валерия Леонтьева, Жанну Бичевскую и др.). Ему удалось пригласить на фестиваль даже несколько рок-ансамблей из Англии, Голландии и других стран. Всё начиналось хорошо, но ближе к фестивалю власти Армении поняли, что готовится масштабное событие, подобных которому в стране ещё не было, причём в тех жанрах и с участием именно тех исполнителей, которые в то время считались в стране спорными с идеологической точки зрения.

## Проблемы с властями
Грядущим фестивалем заинтересовалось не только министерство культуры, но и КГБ и высшее руководство Армении. Вдруг оказалось, что дизайн фестивальных плакатов, значков и др. продукции был сделан провокационно смело для того времени. Символом фестиваля стал взятый из древнеармянских гравюр орёл с современным микрофоном в когтях, парящий над картой Армении, которая в свою очередь, летела в космическом пространстве. Это было квалифицировано властью как идеологический подрыв, намек на отделения Армении от СССР и агрессию, и пропаганду Америки. Логотип пришлось изменить так же, как и само название — «Фестиваль популярной музыки „Ереван-81“» — на «Фестиваль популярной песни», чтобы больше подходило под жанр советской песни, так как словосочетание «популярная музыка» в то время не употреблялось и ассоциировалось с западной идеологией.
Проблемы также начались и с составом участников. Среди отечественных участников власти запретили «Аквариум», «Машину времени», а зарубежные участники были полностью отвергнуты. Причем все это происходило в последние дни перед фестивалем, поэтому некоторые западные группы уже успели прилететь в Москву, и их не пустили в Ереван, аргументируя тем, что нет мест в гостиницах.

## Проведение фестиваля
Тем не менее, фестиваль состоялся, как и планировалось, на велотреке города Еревана (70 тысяч зрителей), и снимать его приехала телевизионная группа Евгения Гинзбурга 1-го канала. На фестиваль съехались десятки журналистов со всей страны и из-за рубежа, и фестиваль, несмотря на все препоны и трудности, чинимые властями, прошел очень успешно.
Сразу же после фестиваля в зарубежной прессе появились хорошие статьи, одна из них вышла в журнале «Тайм» под названием «Ереванский Вудсток», реакция советских властей на которую определила и отношение к самому фестивалю, и к её организатору — Стасу Намину —  на несколько лет вперед.
Буквально через несколько дней в журнале «Новое время» появилась разгромная статья о фестивале с упоминанием статьи в «Тайм». Советские средства массовой информации запретили любую информацию, и даже упоминание о фестивале, телевизионная съемка для первого канала была размагничена и фактически единственным документом этого фестиваля остались зарубежные статьи и репортажи. Как позже вспоминал Евгений Гинзбург (режиссёр ТВ-съемки), его вызвали на «ковер», руководство просмотрело с начала до конца весь фестиваль, и сказала «А теперь немедленно все это размагнитьте!». Комитет государственной безопасности Армении написал официальную докладную в КГБ СССР по поводу подрывной деятельности Стаса Намина, и у него на аэродроме был отобран паспорт из-за якобы неправильного оформления, и буквально до перестройки он оказался под особым давлением властей и надзором КГБ.